# European Sevens Championship 2006
El European Sevens Championship de 2006 fue la quinta edición del campeonato de selecciones nacionales masculinas europeas de rugby 7.

## Fase de grupos

### Grupo A
| Equipo   | Encuentros | Encuentros | Encuentros | Encuentros | Tantos  | Tantos    | Tantos     | Puntos |
| Equipo   | jugados    | ganados    | empatados  | perdidos   | a favor | en contra | diferencia | Puntos |
| -------- | ---------- | ---------- | ---------- | ---------- | ------- | --------- | ---------- | ------ |
| Francia  | 5          | 5          | 0          | 0          | 123     | 44        | +79        | 15     |
| Italia   | 5          | 4          | 0          | 1          | 91      | 61        | +30        | 13     |
| Georgia  | 5          | 3          | 0          | 2          | 103     | 59        | +44        | 11     |
| Moldavia | 5          | 2          | 0          | 3          | 73      | 94        | –21        | 9      |
| Lituania | 5          | 1          | 0          | 4          | 57      | 118       | –71        | 7      |
| Ucrania  | 5          | 0          | 0          | 5          | 38      | 109       | –71        | 7      |

### Grupo B
| Equipo   | Encuentros | Encuentros | Encuentros | Encuentros | Tantos  | Tantos    | Tantos     | Puntos |
| Equipo   | jugados    | ganados    | empatados  | perdidos   | a favor | en contra | diferencia | Puntos |
| -------- | ---------- | ---------- | ---------- | ---------- | ------- | --------- | ---------- | ------ |
| Portugal | 5          | 5          | 0          | 0          | 102     | 40        | +62        | 15     |
| Rusia    | 5          | 4          | 0          | 1          | 147     | 59        | +88        | 13     |
| Rumania  | 5          | 3          | 0          | 2          | 113     | 67        | +46        | 11     |
| España   | 5          | 2          | 0          | 3          | 92      | 98        | –6         | 9      |
| Croacia  | 5          | 1          | 0          | 4          | 53      | 98        | –45        | 7      |
| Andorra  | 5          | 0          | 0          | 5          | 38      | 183       | –145       | 7      |

## Fase Final

#### Copa de oro
|  | Semifinales | Semifinales | Semifinales |       |          | Copa         | Copa         | Copa         |  |
|  |             |             |             |       |          |              |              |              |  |
|  |             |             |             |       |          |              |              |              |  |
|  | Portugal    | Portugal    | 22          |       |          |              |              |              |  |
|  | Portugal    | Portugal    | 22          |       |          |              |              |              |  |
|  | Italia      | Italia      | 0           |       |          |              |              |              |  |
|  | Italia      | Italia      | 0           |       | Portugal | Portugal     | 19           |              |  |
|  |             |             |             |       | Portugal | Portugal     | 19           |              |  |
|  |             |             | Rusia       | Rusia | 7        |              |              |              |  |
|  | Rusia       | Rusia       | Rusia       | Rusia | 7        | 29           |              |              |  |
|  | Rusia       | Rusia       |             |       |          | 29           |              |              |  |
|  | Francia     | Francia     | 14          |       |          | Tercer lugar | Tercer lugar | Tercer lugar |  |
|  | Francia     | Francia     | 14          |       |          | Tercer lugar | Tercer lugar | Tercer lugar |  |
|  |             |             |             |       |          |              |              |              |  |
|  |             |             |             |       |          | Italia       | Italia       | 14           |  |
|  |             |             |             |       |          | Italia       | Italia       | 14           |  |
|  |             |             |             |       |          | Francia      | Francia      | 5            |  |
|  |             |             |             |       |          | Francia      | Francia      | 5            |  |
|  |             |             |             |       |          |              |              |              |  |

| Bandera de Portugal |
| Campeón Portugal    |
| Quinto título       |